# Гафуров, Абдухаким Каримович
Абдухаким Каримович Гафуров (тадж. Абдуҳаким Каримович Ғафуров; 2 августа 1942, Самарканд, Узбекская ССР — 2002, Душанбе, Таджикистан) — советский и таджикский учёный-биолог, член-корреспондент Академии наук Республики Таджикистан. 

## Биография
Окончил Таджикский государственный университет им. В. И. Ленина (1964) и аспирантуру. В 1968 г. защитил кандидатскую диссертацию:
- Жуки-чернотелки (Tenebrionidae) — промежуточные хозяева гельминтов позвоночных животных [Текст] : Автореферат дис. на соискание ученой степени кандидата биологических наук. (107) / Всесоюз. акад. с.-х. наук им. В. И. Ленина. Всесоюз. ин-т гельминтологии им. К. И. Скрябина. — Москва : [б. и.], 1968. — 25 с.

Работал в Институте зоологии и паразитологии им. Е. Н. Павловского АН Республики Таджикистан, в 1986—1991 зав. отелом паразитологии, в 1992—2003 директор.
Основные направления научной деятельности: паразитология, гельминтология беспозвоночных животных, энтомология.
Доктор биологических наук (1991). Выделил отдельный род Isthmusimermis (Gafurov, 1980) из семейства Mermithidae в качестве самостоятельного, а также открыл около 20 видов круглых червей, среди которых:
- Mesomermis odeschti (Gafurov, 1979),
- Mesomermis adulta (Gafurov, 1979),
- Mesomermis kondarensis (Gafurov, 1979),
- Mesomermis alaica (Gafurov, 1982),
- Mesomermis khodzhikenti (Gafurov & Lebedeva, 1988),
- Mesomermis robusta (Gafurov, Belturganov & Gubaidulin, 1989) и т.д[4].

## Избранные труды

### Монографии
- Жуки — промежуточные хозяева гельминтов животных Таджикистана [Текст] / Отв. ред. д. б. и вет. н., проф. В. М. Ивашкин. — Душанбе : Донши, 1978. — 157 с. : ил.; 20 см.
- Мермитиды (систематика, биология, филогения и практическое значение) / А. К. Гафуров. — Душанбе: «Дониш», 1997. — 381 с.
- Итоги и перспективы изучения паразитических нематод членистоногих Таджикистана [Текст] / А. К. Гафуров ; Акад. наук Респ. Таджикистан. Отд-ние биол. и мед. наук. — Душанбе : [б. и.], 2000. — 16 с. : ил.

### Статьи
- Роль жуков-чернотелок (Tenebrionidae) в жизненных циклах цестод, скребней и нематод / А. К. Гафуров // Вопросы экологии и морфологии гельминтов человека, животных и растений / Труды Гельминтологической лаборатории. — М., 1969. — Т. 20. — С. 46-54.
- Новые виды мермитид из озёр Памира / Рубцов И. А., Гафуров А. К. // Зоологический журнал., 1977. — Т.56. — № 5. — С. 669—679.
- Новый вид мермитиды (Nematoda, Mermithidae) из слепней Узбекистана / Гафуров А. К., Кадыров М. К., Норматов X. А. // ДАН ТаджССР. — 1979. — № 2. — С. 131—133.
- Опыт использования мермитид в борьбе с кровососущими комарами в Таджикистане / Гафуров А. К., Владимирова В. В., Муратова М. Е. // Медицинская паразитология и паразитарные болезни, 1987. — № 2. — С.68-71.
- Новая система нематод семейства Mermithidae Braun, 1883 / Гафуров А. К. // ДАН ТаджССР. — 1990. — № 5. — С. 348—351.